# المسيجيد (جبلة)

تعديل مصدري - تعديل

المسيجيد هي إحدى قرى عزلة جبل رعوين بمديرية جبلة التابعة لمحافظة إب، بلغ تعداد سكانها 845 نسمة حسب تعداد اليمن لعام 2004.